# Ingi Højsted
Ingi Højsted (ur. 12 listopada 1985 w Thorshavn) to pochodzący z Wysp Owczych i występujący na pozycji pomocnika piłkarz.

## Kariera klubowa
Latem 2002 dołączył do Arsenalu, gdzie tylko trenował i nie zdążył zadebiutować, zaś później występował w B36 Tórshavn. 22 listopada 2005 Birmingham City podpisało z nim kontrakt do końca sezonu. Højsted w Birmingham City rozegrał tylko 45 minut w spotkaniu drużyny rezerw. Jego kariera potoczyła się tak, a nie inaczej głównie z powodu licznych kontuzji.

## Międzynarodowa kariera
Højsted zadebiutował w reprezentacji Wysp Owczych w kwietniu 2003 w towarzyskim meczu z reprezentacją Kazachstanu, gdy zastąpił Jákupa á Borga. Ogólnie rozegrał dotychczas 4 spotkania i ani razu nie pokonał bramkarza rywali.